# ایست میلتون (فلوریدا)
ایست میلتون (به انگلیسی: East Milton) یک منطقهٔ مسکونی در ایالات متحده آمریکا است که در فلوریدا واقع شده‌است. ایست میلتون ۱۱٬۰۷۴ نفر جمعیت دارد و ۳٫۹۶ متر بالاتر از سطح دریا قرار دارد.